# مطار زاهوتونغ
مطار زاهوتونغ (بالإنجليزية: Zhaotong Airport)‏ و(بالصينية: 昭通机场) (إياتا: ZAT، إيكاو: ZPZT) مطار عام يقع بمدينة تشاوتونغ, Yunnan في الصين. .

## شركات الطيران والوجهات
| شركـات طيـران          | الوجهات |
| ---------------------- | --- |
| خطوط شرق الصين الجوية  | مطار بكين داشينغ الدولي، مطار تشونغتشينغ جيانغبى الدولي، مطار كونمينغ جانغشوي الدولي، مطار شانغهاي بودنغ الدولي، مطار شيان شيانيانغ الدولي |
| خطوط جنوب الصين الجوية | مطار قوانغتشو باييون الدولي |
| خطوط شينزين الجوية     | مطار شينزين باوان الدولي |
| خطوط سيتشوان الجوية    | مطار هانغتشو شياوشان الدولي |

## وصلات خارجية
- http://www.flightstats.com/go/Airport/airportDetails.do?airportCode=ZAT